# 컴퓨터 스페이스
《컴퓨터 스페이스》(Computer Space)는 비디오 게임의 초기 역사에 만들어진 마지막 게임들 가운데 하나로서 1971년 개발된 우주 전투 아케이드 게임이다. 놀런 부슈널과 테드 대브니가 Syzygy Engineering과 파트너십을 맺고 개발하였으며 최초의 상업용 비디오 게임이자 최초의 아케이드 비디오 게임이었다. 컴퓨터 스페이스는 1962년 컴퓨터 게임 스페이스워!의 파생작이며 다수의 컴퓨터에 설치되도록 확산된 최초의 비디오 게임이기도 하다. 플레이어는 로켓을 통제하며, 별 시야를 배경으로 한 쌍의 비행물체와 함께 미사일 전투에 참여한다. 목표는 주어진 시간 안에 적 우주선보다 더 많은 점수를 얻는 것이다.
이 게임은 스페이스워의 동전을 넣어 운용하는 버전으로서 1970~71년 사이 부슈널과 대브니에 의해 설계되었다.

## 참고 자료
- DeMaria, Rusel; Wilson, Johnny L. (December 2003). 《High Score!: The Illustrated History of Electronic Games》 2판. McGraw Hill/Osborne. ISBN 978-0-07-223172-4.
- Donovan, Tristan (2010년 4월 20일). 《Replay: The History of Video Games》. Yellow Ant. ISBN 978-0-9565072-0-4.
- Goldberg, Marty; Vendel, Curt (2012년 11월 25일). 《Atari Inc.: Business Is Fun》. Syzygy Press. ISBN 978-0-9855974-0-5.
- Kent, Steven L. (2001년 9월 6일). 《The Ultimate History of Video Games》. en:Three Rivers Press. ISBN 978-0-7615-3643-7.
- Rutter, Jason; Bryce, Jo (2006년 5월 9일). 《Understanding Digital Games》. SAGE Publications. ISBN 978-1-4129-0034-8.